# Jingjing Wang
Jingjing Wang (1981) es un pianista chino.

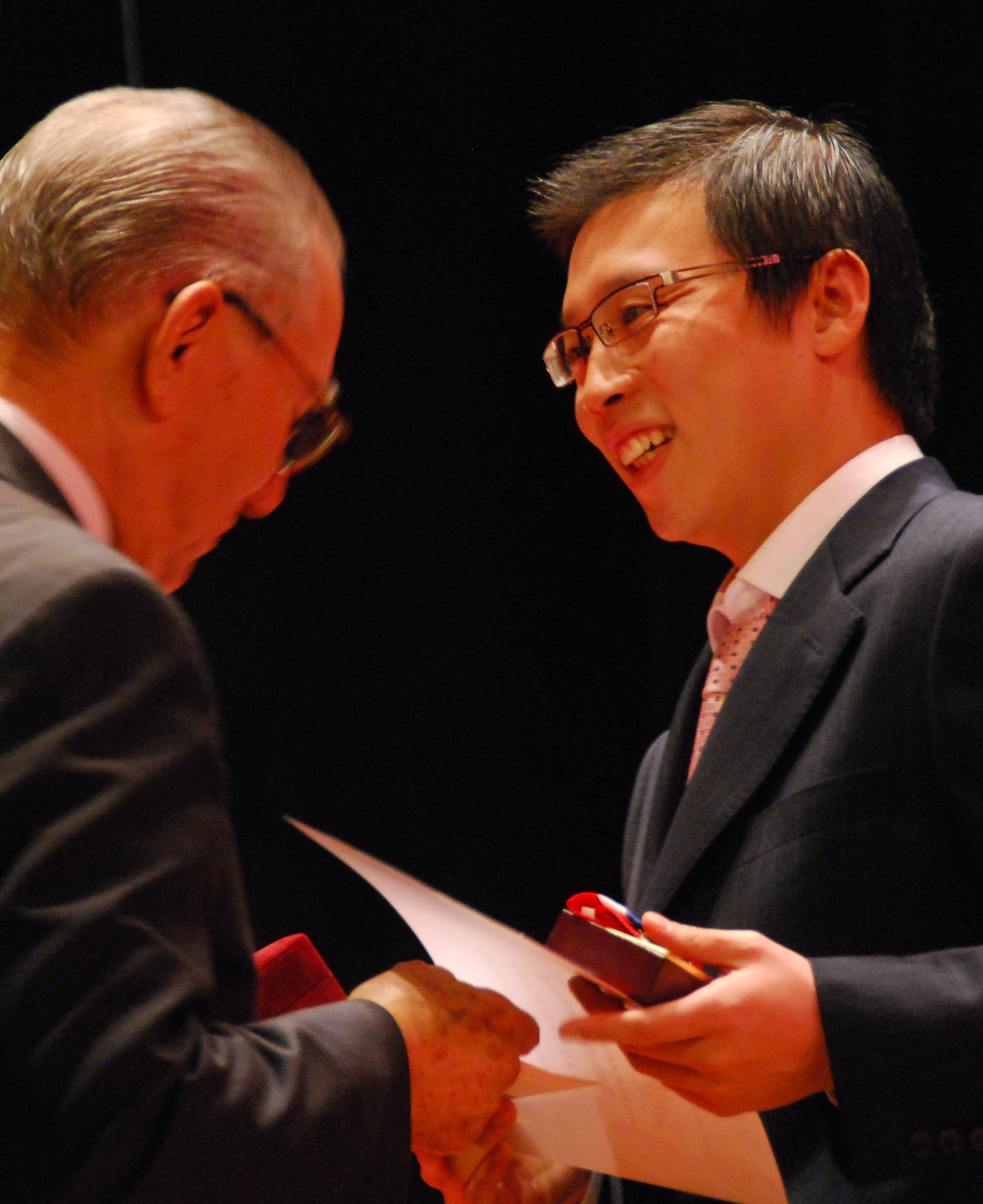
Jingjing Wang recibe de Jaime Ingram el Premio Internacional de Panamá de 2008

## Biografía
Se graduó en el Conservatorio de Shangai y completó su formación en Chicago y en la Manhattan School of Music. Ha sido primer premiado en el Concurso Nacional de Piano de China de 2001, primer premio en el Internacional de Panamá, laureado en el Festival Internacional de Piano de Nueva York y segundo premio en el Concurso Internacional Poulenc de Brive y tercer premio en el Premio Jaén entre otros.